# التشيك في الألعاب الأولمبية
جمهورية التشيك في الألعاب الأولمبية الألعاب الأولمبية هي من أهم الأحداث الرياضية في جمهورية التشيك، تقوم اللجنة الأولمبية التشيكية بالإشراف في شؤون مشاركة تشيكيا في الألعاب الأولمبية، كانت جمهورية التشيك تشارك سابقاً في الألعاب الأولمبية باسم بوهيميا وثم تشيكوسلوفاكيا، وأول إشتركت فيها بعد إنحال تشيكوسلوفاكيا في سنة 1993 كانت في دورة 1996 في أتالانتا فيالولايات المتحدة، وقد فازت جمهورية التشيك حتى الآن في مشوارها في الألعاب الأولمبية الصيفية بمجموع 44 ميدالية في الألعاب الأولمبية الصيفية منها 14 ميدالية ذهبية و 15 فضية و 15 برونزية، وأكثر الرياضات التي تنافس فيها جمهورية التشيك هي ألعاب القوى والسباحة والتجديف والرماية ورياضات أخرى.
في الألعاب الأولمبية الشتوية شاركت تشيكيا أول مرة في دورة 1994 في ليلهامر في النرويج وفازت حتى الآن يمجموع 24 ميدالية منها 7 ميداليات ذهبية و9 فضية و8 برونزية وأكثر الرياضات التي تنافس فيها التشيك هي التزلج على مسار قصير والتزلج الريفي وهوكي الجليد والتزلج الحر ورياضات أخرى.

## وصلات خارجية
- الأبطال الأولمبيون موقع اللجنة الأولمبية الدولية